# Trina Jackson
 (octobre 2018).
Si vous disposez d'ouvrages ou d'articles de référence ou si vous connaissez des sites web de qualité traitant du thème abordé ici, merci de compléter l'article en donnant les références utiles à sa vérifiabilité et en les liant à la section « Notes et références ».
Pour les articles homonymes, voir Jackson.
Trina Jackson est une nageuse américaine née le 16 février 1977. Elle est championne olympique du relais 4 × 200 mètres nage libre aux Jeux olympiques d'été de 1996 à Atlanta.